# C
A C a latin ábécé harmadik, a magyar ábécé negyedik betűje.

## Karakterkódolás
| Karakterkészlet | Kisbetű (c) | Nagybetű (C) |
| --------------- | ----------- | ------------ |
| ASCII           | 99          | 67           |
| Bináris ASCII   | 01100011    | 01000011     |
| EBCDIC          | 131         | 195          |
| Bináris EBCDIC  | 10000011    | 11000011     |
| Unicode         | U+0063      | U+0043       |
| HTML/XML        | &#99;       | &#67;        |

## Hangértéke
- A magyarban, a szláv nyelvekben, az albánban stb. a dentális zöngétlen affrikátát jelöli.
- Az angolban a k hangot jelöli, kivétel e, i, y előtt (latin, francia és görög eredetű szavakban), ahol a magyar sz-nek felel meg.
- Az újlatin nyelvek mindegyikében a k hangot jelöli mély magánhangzó (a, o, u) vagy mássalhangzó előtt, valamint a szó végén; magas magánhangzó (e, i, y) előtt az olaszban, a galloitáliai nyelvekben és a románban magyar cs, a nyugati újlatin nyelvekben sz.
- A törökben magyar dzs.

## Jelentései

### Biokémia
- C: a DNS egyik bázisának, a citozinnak a jele

### Fizika
- c: a fénysebesség jele (celeritas)
- c: a hőkapacitás jele
- c: a curie mértékegység jele
- C: az elektromos kapacitás jele
- C: a coulomb fizikai mértékegység jele

### Kémia
- C: a 6-os rendszámú szén vegyjele

### Közgazdaságtan
- c: az egyéni fogyasztás jele
- C: az egyéni vagy az összgazdasági fogyasztás jele
- C: a költség(ek) jele a mikroökonómiai termeléselméletben

### Matematika
- C: a római százas számjegy
- C: a komplex számok halmazának jele (kétszer húzott szárral)

### Orvostudomány
- C: az egyik vitamin neve (aszkorbinsav)

### Számítástechnika
- c: a C programozási nyelven írt forráskódfájlok kiterjesztése
- A C utalhat a C, az Objective-C, a C++ és a C# programozási nyelvekre

### Szerzői jog
- © a bekarikázott c betű az adott tartalom (kép, szöveg, hang stb.) szerzői jogi oltalmára utal (az angol copyright szó rövidítése)

### Zene
- C: zenei hang, a C-hangsor 1. eleme

### Egyéb
- C: Nemzetközi autójelként Kuba jele
- c.: a című rövidítése